# ISO/IEC 18000-3
ISO/IEC 18000-3:2010 «Параметры для интерфейса воздушных коммуникаций в 13,56 МГц.» — международный стандарт, 3-я часть стандарта 18000. Описывает радиоинтерфейс, используемый пассивными RFID-метками на частоте 13,56 МГц. Предназначен для систем логистики, торговли, транспорта.

## Режимы работы
Настоящий стандарт содержит рекомендации, касающиеся физического уровня, системы отработки коллизий и протоколов систем радиочастотной идентификации, предназначенных для идентификации предметов. Общие требования, установленные в настоящем стандарте, касаются 3 режимов работы, ориентированных на различные области применения. 
ISO/IEC 18000-3:2010 имеет 3 РЕЖИМА работы, предназначенных для различных приложений. 
- MODE 1
- MODE 2
- MODE 3

Режимы не интерферируют друг с другом. Оборудование, работающее в одном из режимов не может взаимодействовать с оборудованием работающим в другом режиме.
ISO/IEC 18000-3:2010 обеспечивает физический уровень, систему управления конфликтами и значения протоколов для систем RFID для идентификации предметов, работающих на частоте 13,56 МГц, в соответствии с требованиями ISO/IEC 18000-1.
- РЕЖИМЫ не совместимы.
- РЕЖИМЫ, хотя и несовместимы, не создают помех[1].

## История
Разработан группой ISO/IEC JTS 1 SC 31 «Automatic identification and data capture techniques».
- 2-я редакция 2008 год
- 3-я редакция 2010 год

## Назначение
- обеспечение основы для определения общих протоколов связи для частот, используемых на международном уровне для радиочастотной идентификации (RFID), для определения использования одних и тех же протоколов для всех частот, чтобы уменьшить проблемы перехода с одного на другой;
- минимизация затрат на программное обеспечение и внедрение;
- обеспечение управления системой, контроль и обмен информацией[1].

## Применение
В основном применяется в RFID-метках для использования в играх, здравоохранении, фармацевтике, управлении документами и медиаданными. В Германии Удостоверение личности содержит 13.56 MHz RFID чип.